# 秘書問題
在機率及賽局理論上，秘书问题（Secretary problem），类似的名称有37%法則、麥穗理論、相亲问题、止步问题、见好就收问题、苏丹的嫁妆问题、挑剔的求婚者问题等，屬於最佳停止問題。内容是这样的：要聘请一名秘书，有 n 个应聘者。每次面试一人，面试后就要立即决定是否聘他，如果当下决定不聘他，他便不会回来。面试后总能清楚了解应聘者的合适程度，并能和之前的每个人做比较。问什么样的策略，才使最佳人选被选中的概率最大。

## 求解最优策略
这个问题的最优解是一个停止规则。在这个规则里，面试官会拒绝头 r - 1 个应聘者（令他们中的最佳人选为 应聘者 M），然后选出第一个比 M 好的应聘者。可见最优策略包含于这个系列的策略中。（如果M在所有n个应聘者中也是最好的一个，那么这个策略将选不出任何人选）对于任意的截断值 r，最佳人选被选中的概率是：
{\displaystyle {\begin{aligned}P(r)&=\sum _{i=1}^{n}P\left({\text{applicant }}i{\text{ is selected}}|{\text{applicant }}i{\text{ is the best}}\right)\times P\left({\text{applicant }}i{\text{ is the best}}\right)\\&=\left(\sum _{i=1}^{r-1}0\times {\frac {1}{n}}\right)+\left(\sum _{i=r}^{n}P\left(\left.{\begin{array}{l}{\text{the best of the first }}i-1{\text{ applicants}}\\{\text{is in the first }}r-1{\text{ applicants}}\end{array}}\right|{\text{applicant }}i{\text{ is the best}}\right)\times {\frac {1}{n}}\right)\\&=\sum _{i=r}^{n}{\frac {r-1}{i-1}}\times {\frac {1}{n}}\quad =\quad {\frac {r-1}{n}}\sum _{i=r}^{n}{\frac {1}{i-1}}.\end{aligned}}}

求和符号内概率的计算是基于：如果应聘者 i 是（所有应聘者中的）最佳人选，他被选中当且仅当头 i - 1 个应聘者中的最佳人选处在头 r - 1 个被拒绝的应聘者中。令 n 趋近无穷大，把 x 表示为 r/n 的极限，令 t 为 i/n，dt 为 1/n，总和可以近似为如下积分：
{\displaystyle P(x)=x\int _{x}^{1}{\frac {1}{t}}\,dt=-x\ln(x).}
令 P(x) 对 x 的导数为 0，解出 x，我们得到最优的 x 等于 1/e。从而，当 n 增大时，最优截断值趋近于 n/e 最佳人选被选中的概率为 1/e。
对于较小的 n 值， 最优的 r 也可以通过动态规划方法得到。下表给出了一些最优的 r 值：
| n | 1     | 2     | 3     | 4     | 5     | 6     | 7     | 8     | 9     |
| - | ----- | ----- | ----- | ----- | ----- | ----- | ----- | ----- | ----- |
| r | 1     | 1     | 2     | 2     | 3     | 3     | 3     | 4     | 4     |
| P | 1.000 | 0.500 | 0.500 | 0.458 | 0.433 | 0.428 | 0.414 | 0.410 | 0.406 |

## 此問題的变种
- 選擇者可選多於一人
- 求職者的數目未知
- 求職者之間的關係可影響選擇
- 被拒絕的求職者有一定機率能被叫回來
- 選擇者滿足於次好的人